# Listă de clădiri din Arad
Aceasta este o listă a clădirilor istorice situate în municipiul Arad.

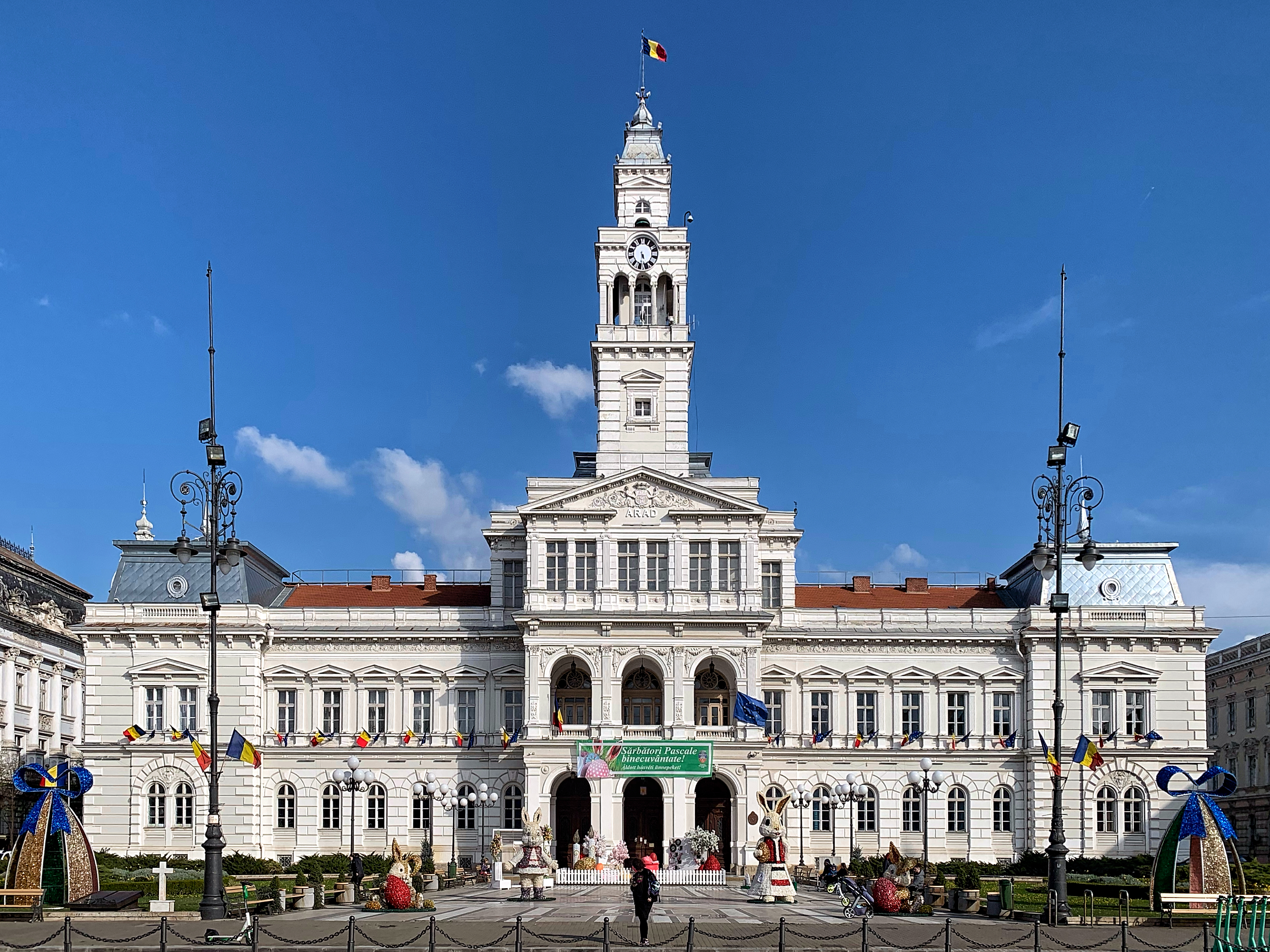
Palatul Administrativ

## Palate

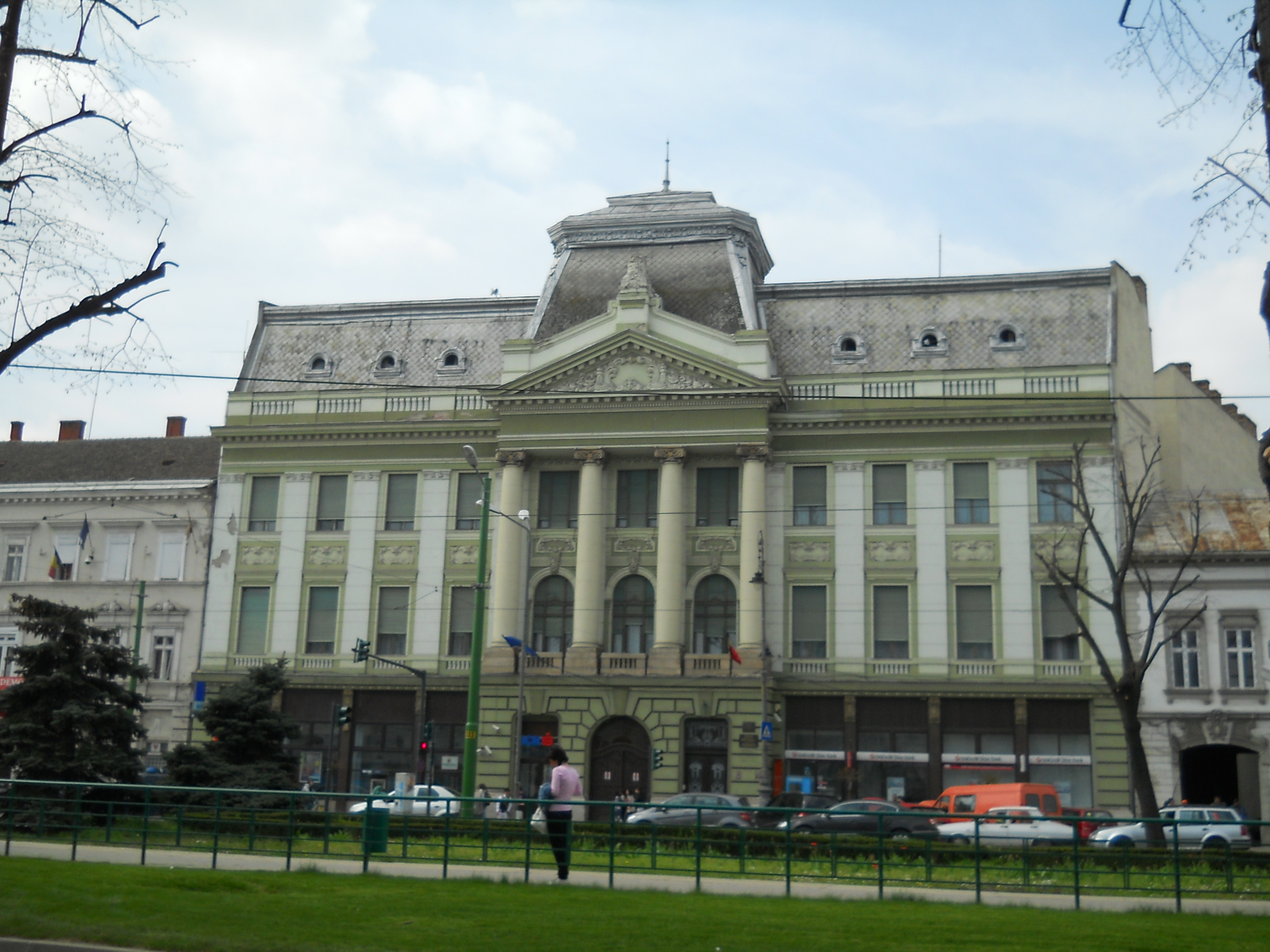
Palatul Băncii Naționale

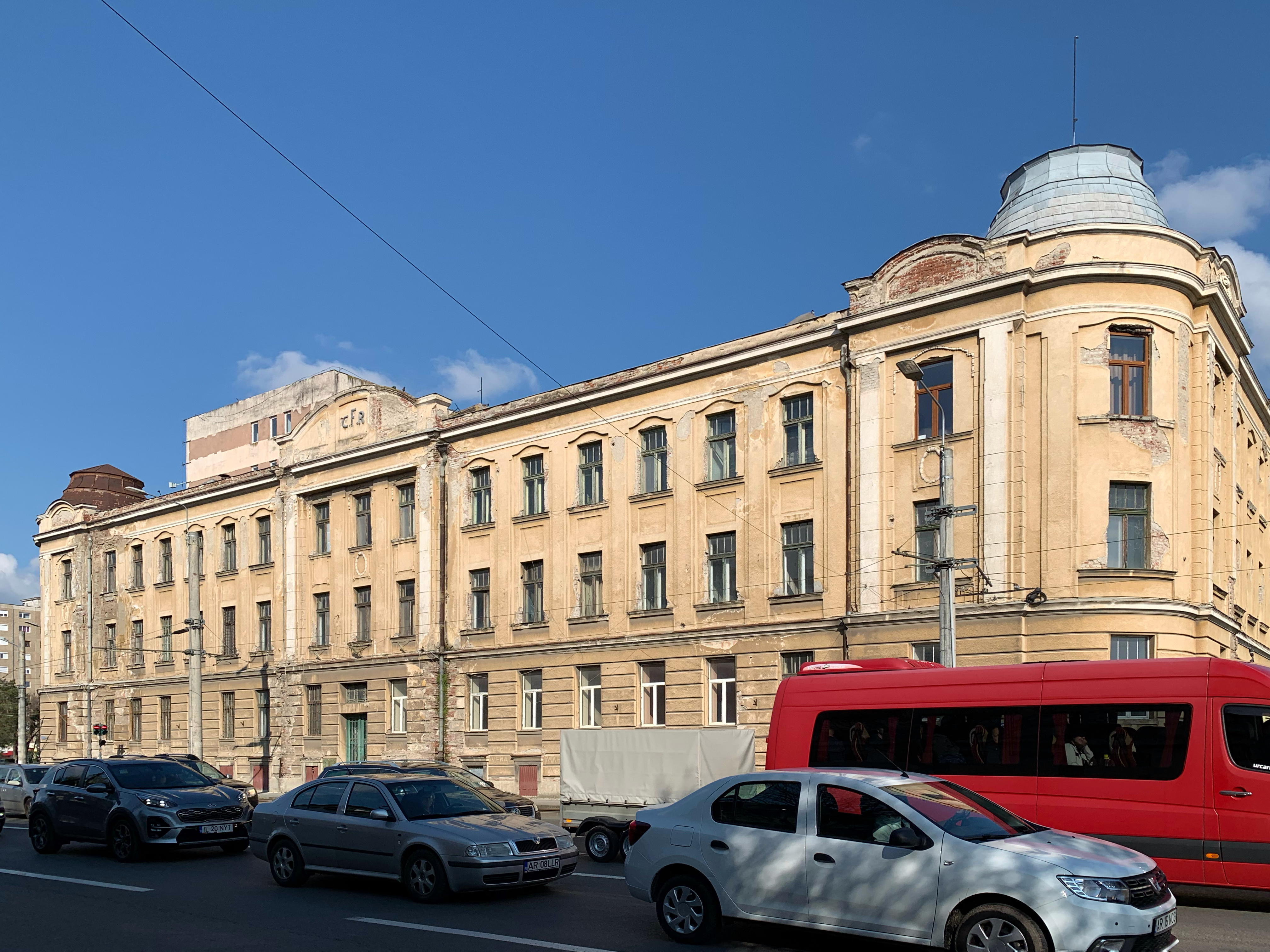
Palatul CFR din Arad

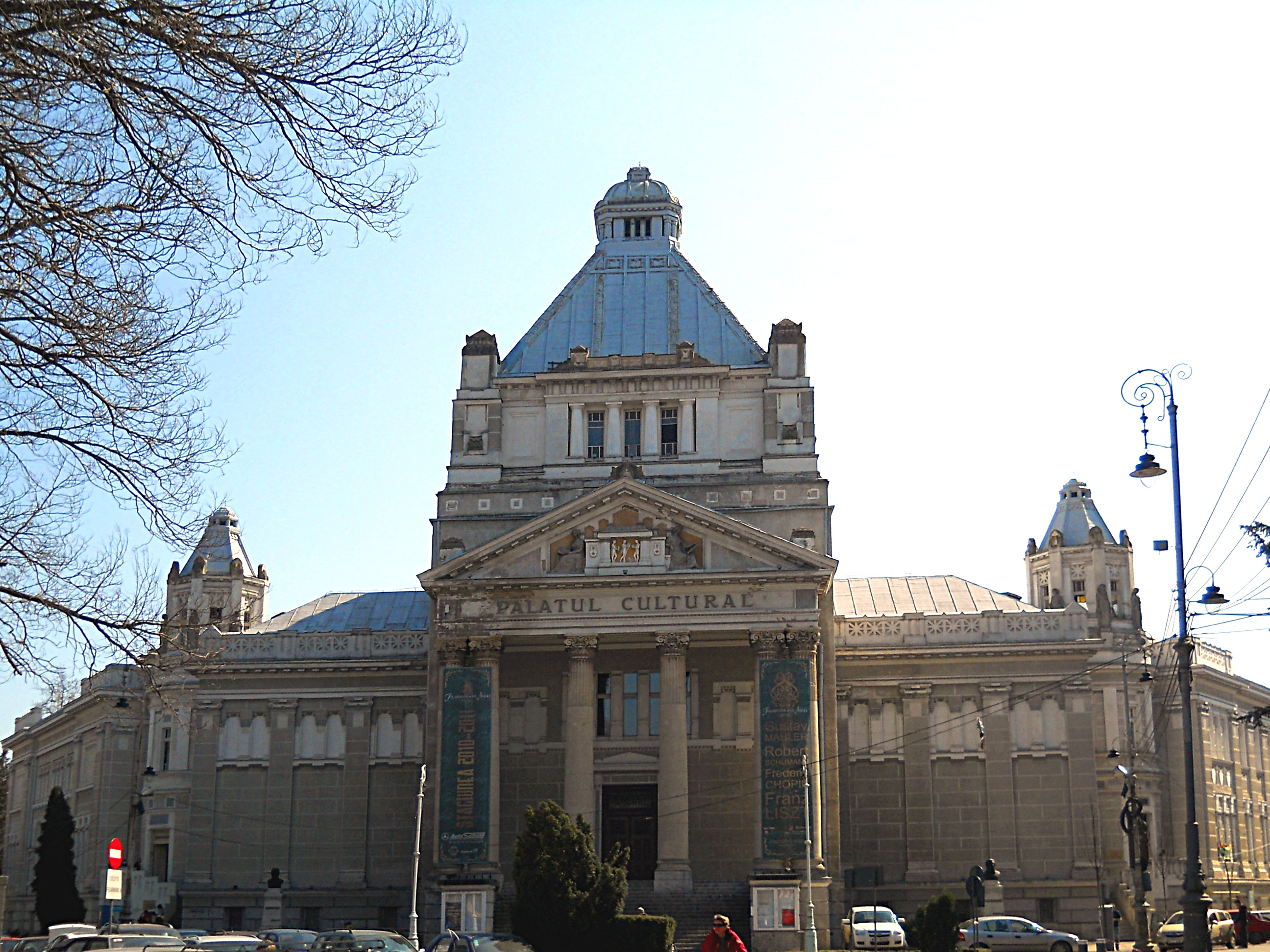
Palatul Cultural Arad

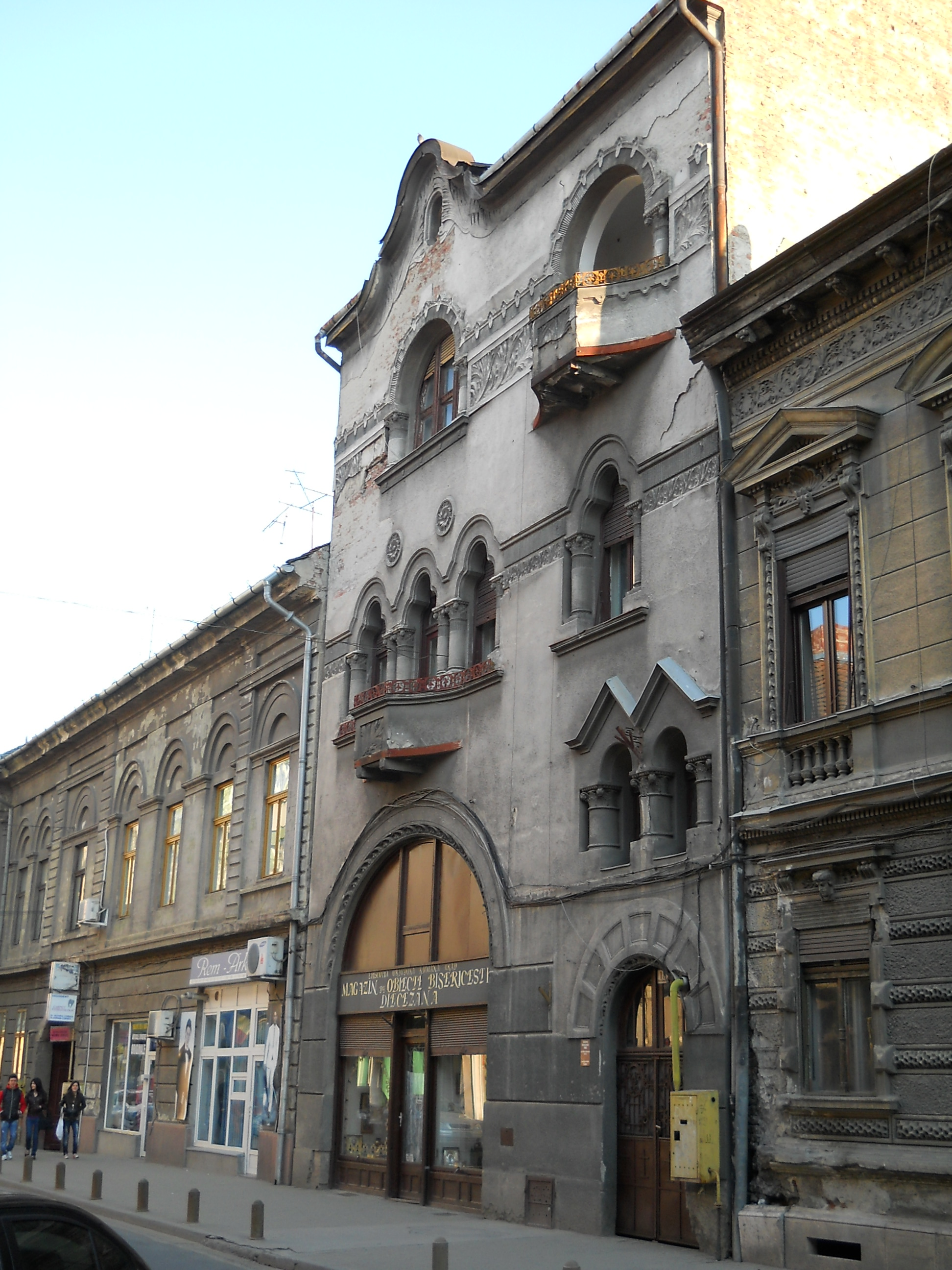
Palatul Diecezana

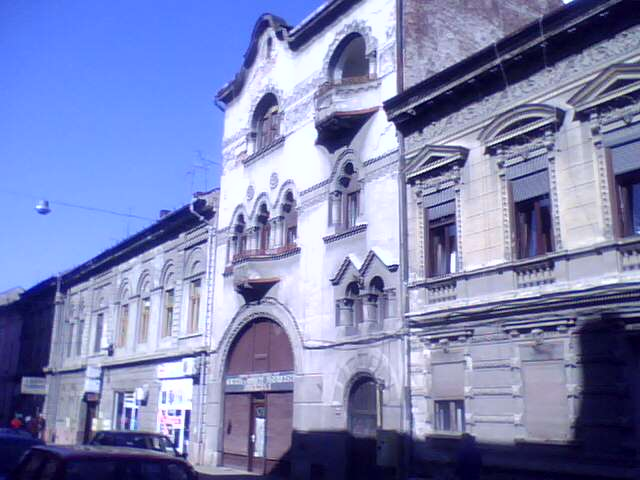
Palatul Diecezanei din Arad

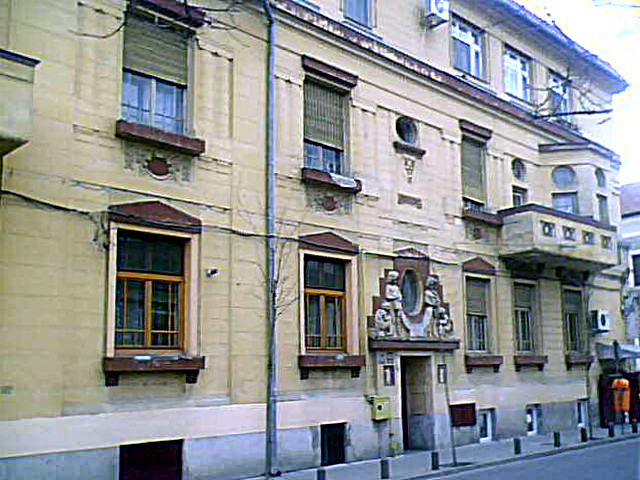
Palatul Fenyves din Arad

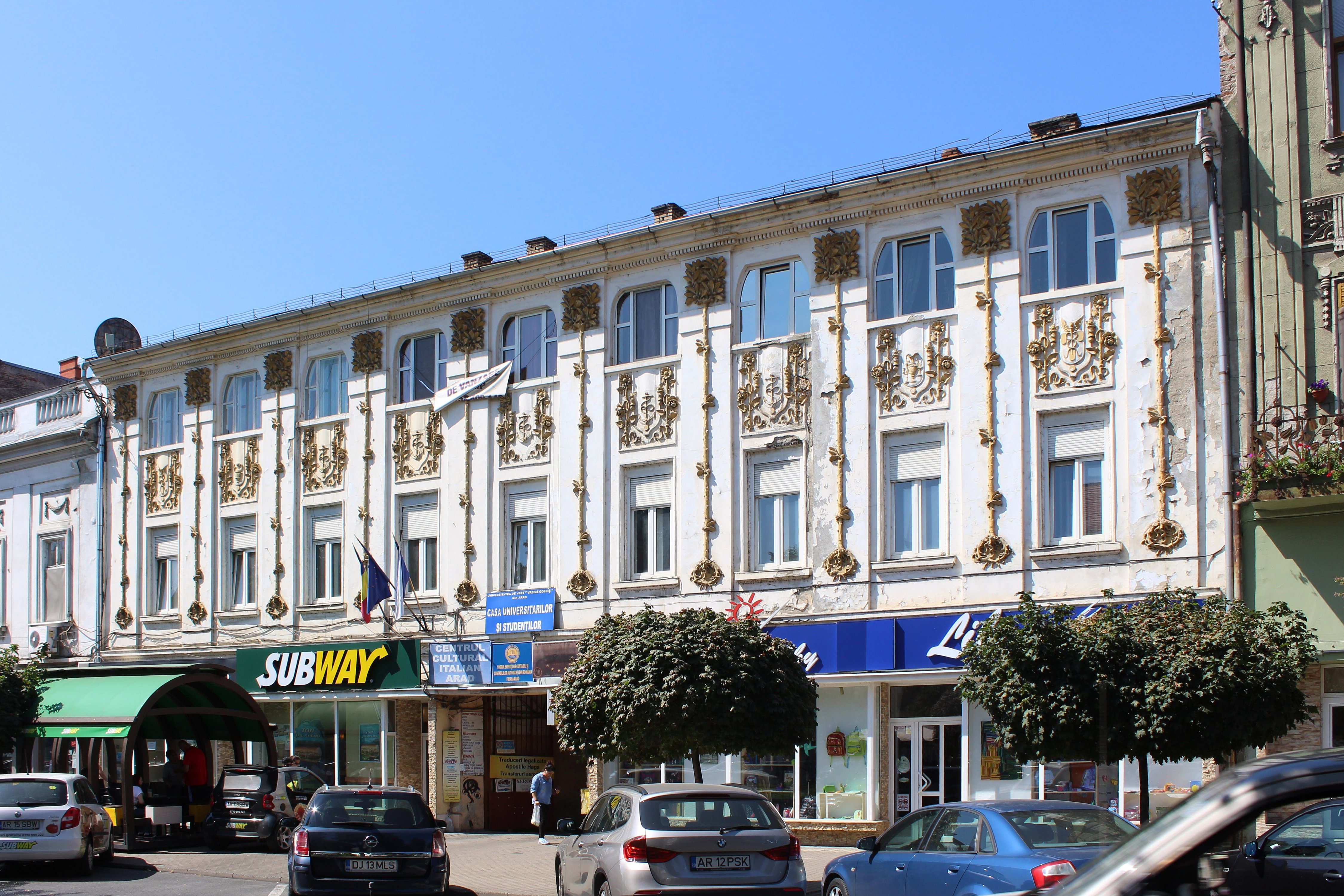
Palatul Albert Szabo

- Palatul Administrativ
- Trezoreria
- Palatul Andrenyi
- Palatul Băncii Naționale

- Palatul Bohuș
- Palatul Cenad
- Palatul CFR din Arad

- Palatul Cultural

- Palatul Diecezanei din Arad

- Palatul Fenyves din Arad

- Palatul Foldes
- Palatul Gets
- Palatul Herman Gyula
- Palatul Jakabffy
- Palatul de Justiție
- Palatul Kinctzig
- Palatul Kohn
- Palatul Kovács
- Palatul Nadasy
- Palatul Neuman
- Palatul parohiei greco-catolice
- Palatul Reinhardt
- Palatul Ronai
- Palatul Rosznay
- Palatul Steiner
- Palatul Albert Szabo

- Palatul Szantay
- Palatul Tribunei
- Castelul Nopcea

## Lăcașuri de cult
- Catedrala „Sfânta Treime” din Arad

- Catedrala Veche
- Catedrala Romano-Catolică

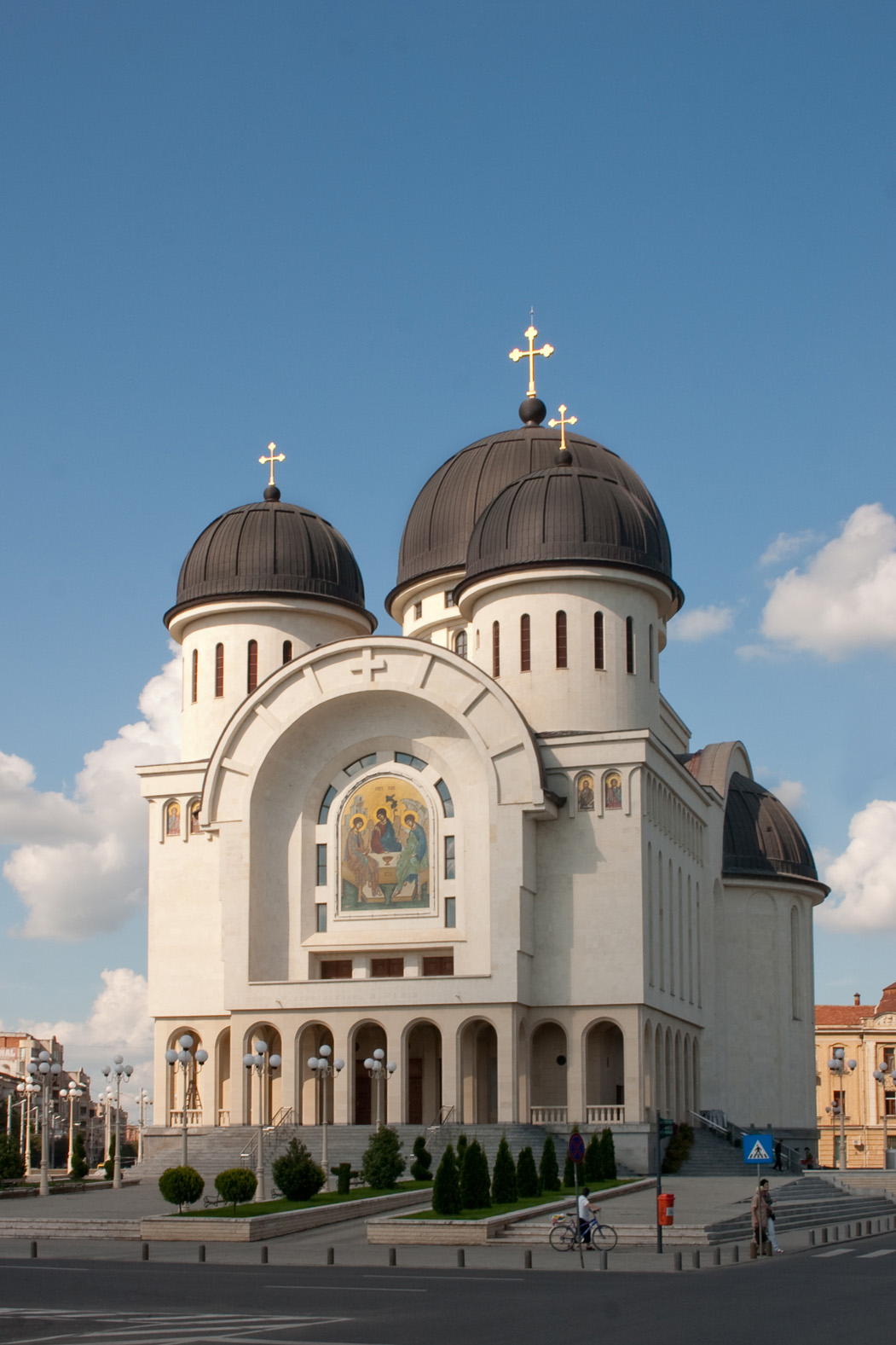
Catedrala Sfânta Treime

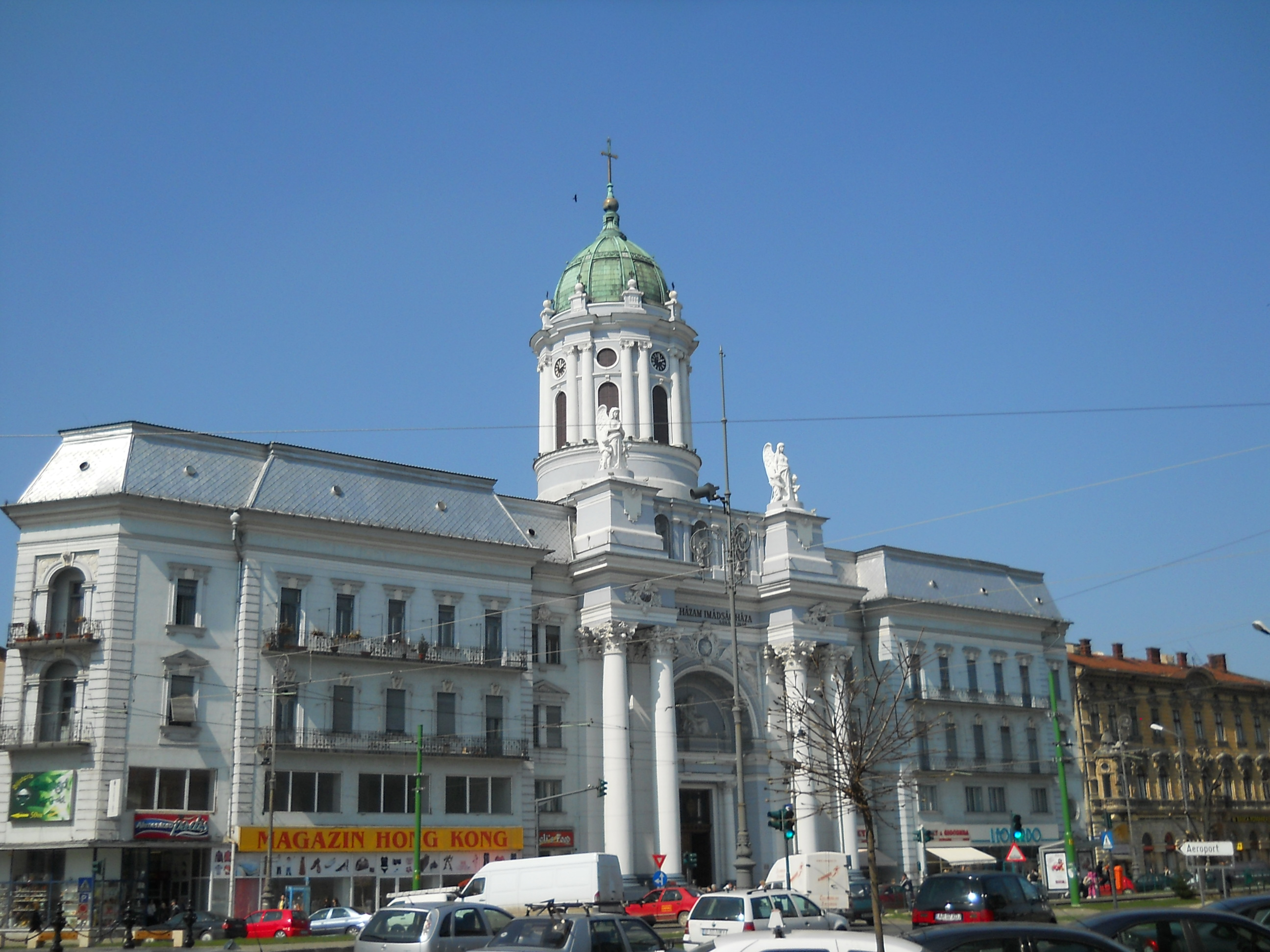
Catedrala romano-catolică din Arad

- Mănăstirea “Sf. Simeon Stâlpnicul”
- Biserica Roșie

- Biserica Reformată
- Sinagoga Neologă
- Sinagoga Ortodoxă

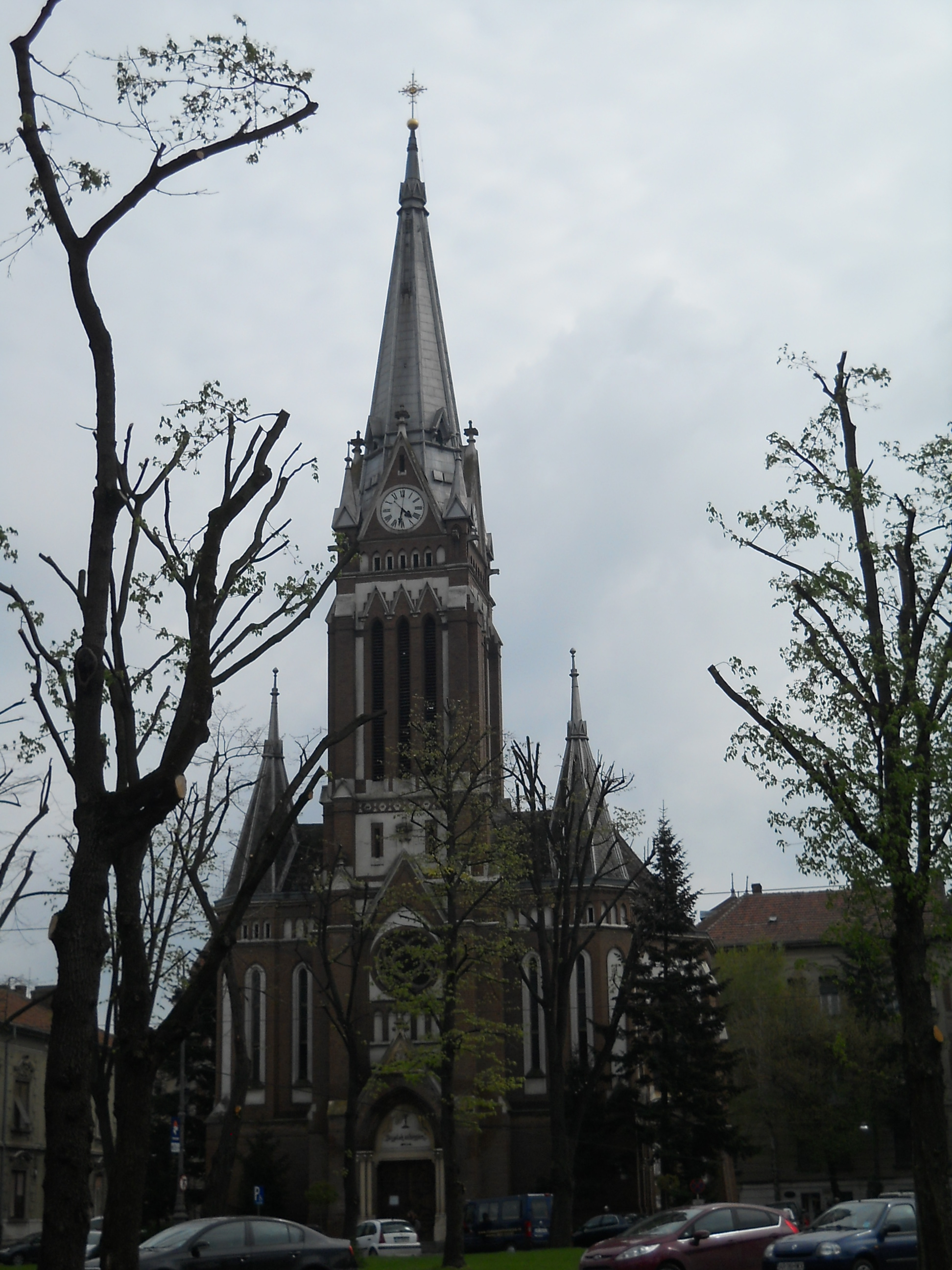
Biserica Roșie

- Biserica "Sf. Mucenic Gheorghe" Micălaca
- Biserica Romano-catolică Aradu Nou

## Instituții de învățământ
- Colegiul Economic din Arad
- Colegiul Național „Elena Ghiba Birta”
- Colegiul Național „Moise Nicoară”
- Liceul Pedagogic „Dimitrie Țichindeal”

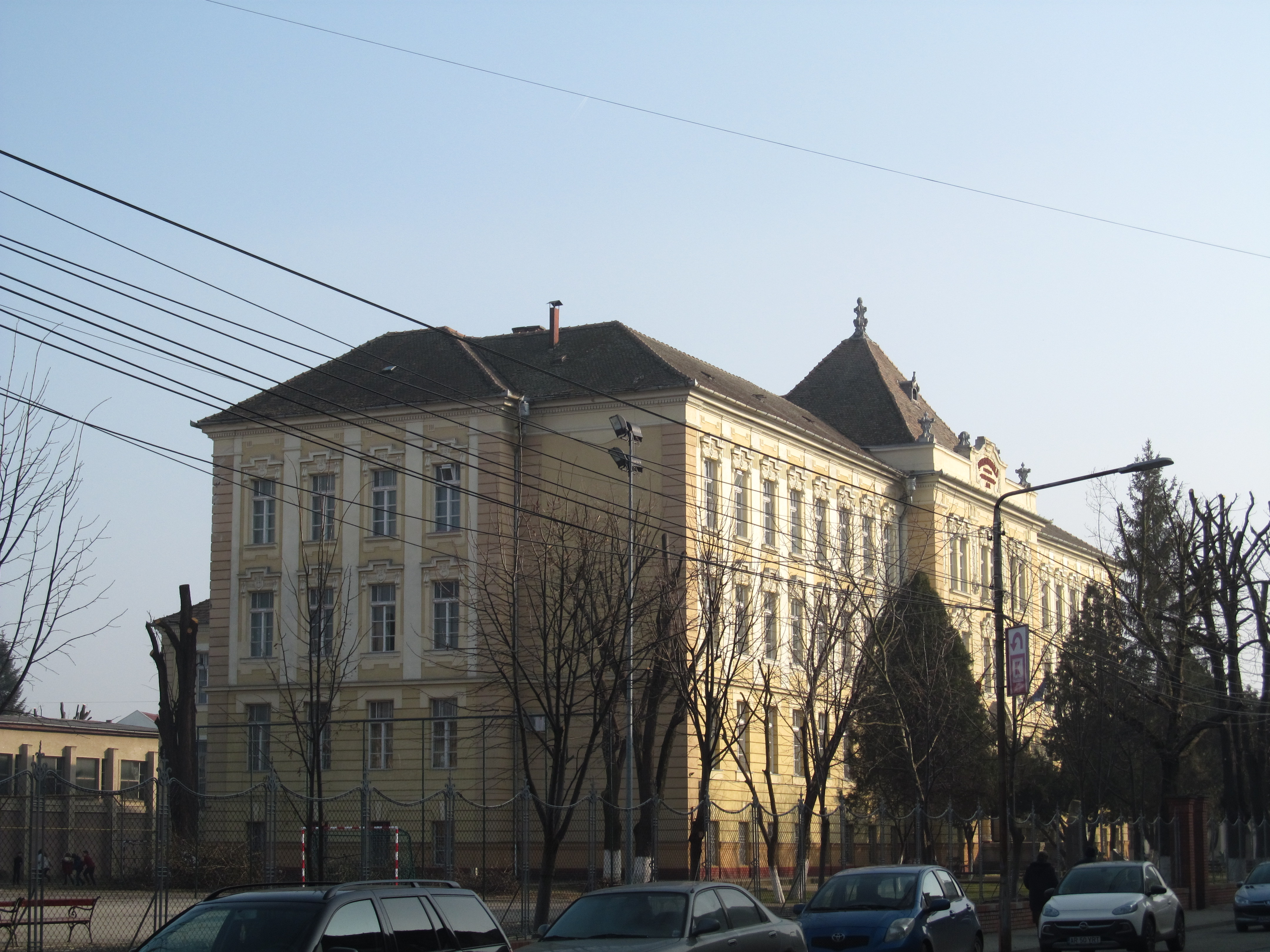
Liceul Pedagogic Dimitrie Țichindeal

- Colegiul Național „Vasile Goldiș”

## Alte clădiri
- Biblioteca Județeană
- Casa cu Ghiulele
- Casa cu mozaic din Arad / Vila Reisinger

- Casa cu Lacăt
- Casa Beller
- Cazinoul Arădean
- Căminul muncitorilor
- Cetatea Aradului
- Fabrica de automobile MARTA

- Fabrica de Spirt și Drojdie
- Gara Centrală Arad
- Gimnaziul Român de Fete

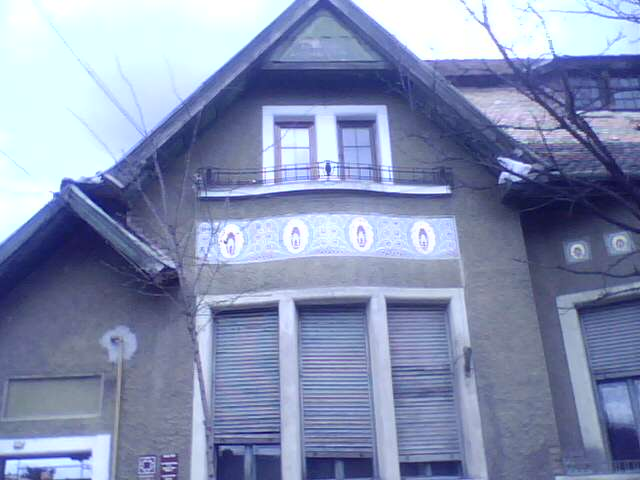
Casa cu mozaic din Arad / Vila Reisinger

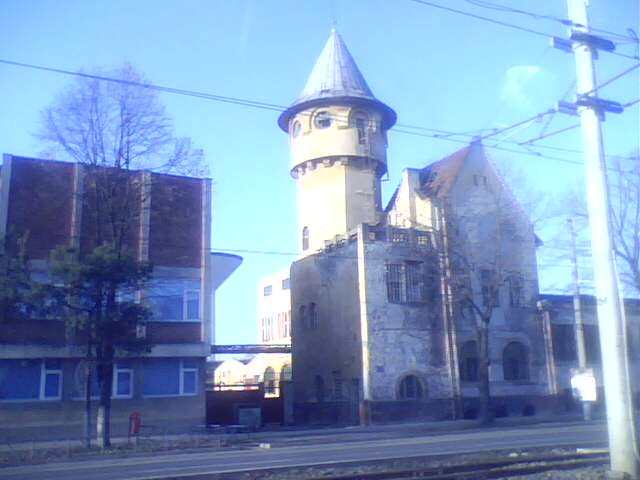
Fabrica de automobile MARTA

- Gimnaziul de băieți “Iosif Vulcan”
- Hotel Ardealul
- Preparandia Română
- Spitalul Municipal Arad
- Spitalul ORL
- Spitalul TBC
- Școala normală de fete
- Teatrul vechi Hirschl

- Teatrul de Stat

- Turnul de Apă

Tur virtual:

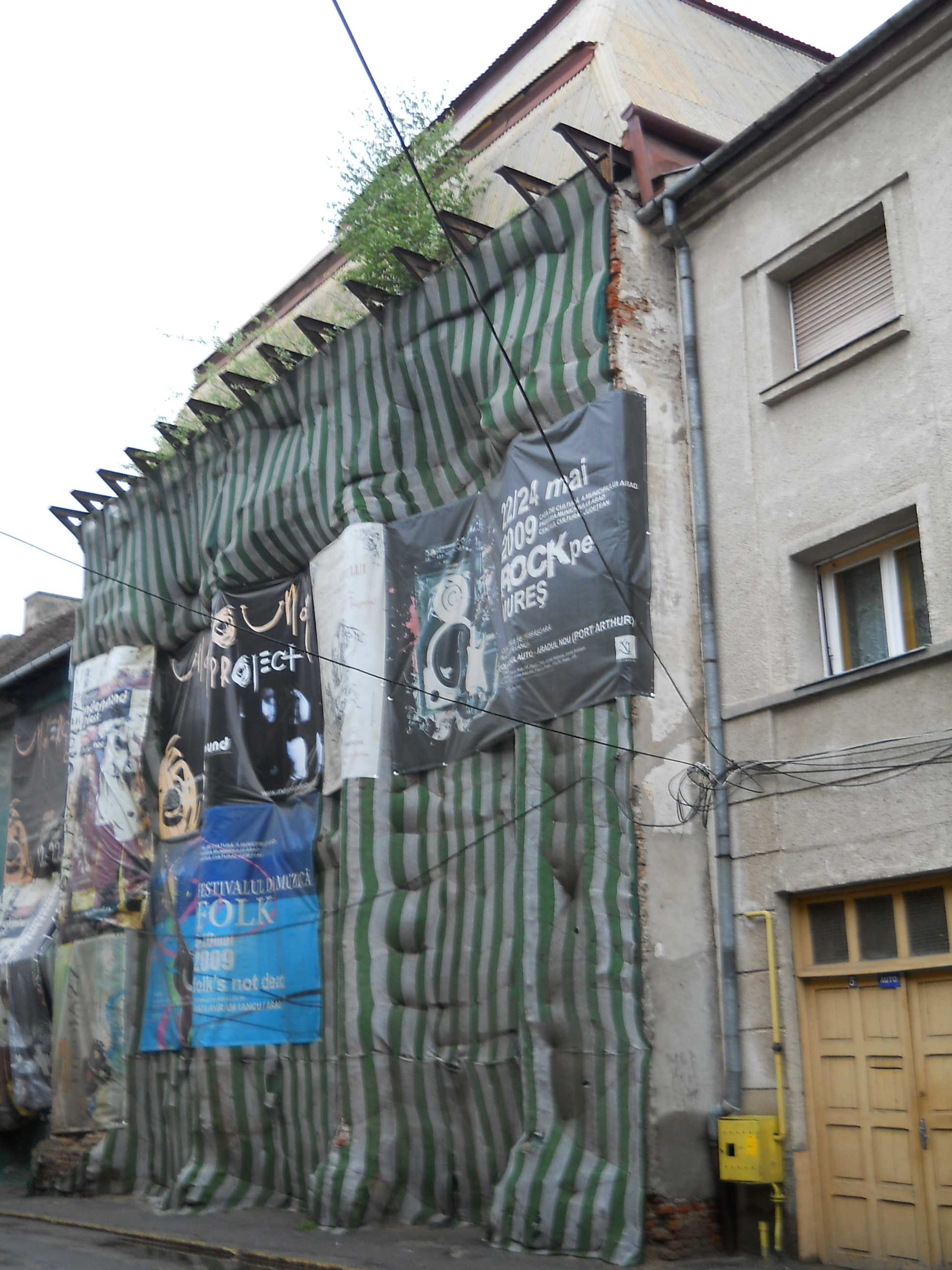
Teatrul Hirschl

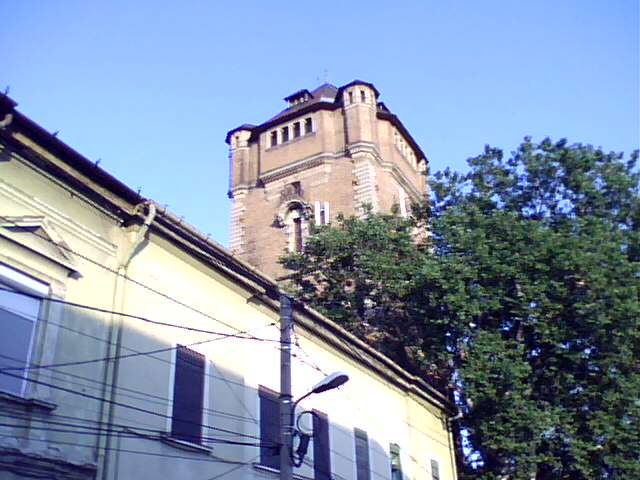
Turnul de apă din Arad

https://www.muzeul-virtual.ro/tur/turnul-de-apa-arad
- Vechea Vamă

## Vezi și
- Lista castelelor din județul Arad
- Listă de monumente din județul Arad
- Lista monumentelor istorice din județul Arad